# Mazsalaca
Mazsalaca är en kommunhuvudort i Lettland.   Den ligger i kommunen Mazsalacas novads, i den norra delen av landet, 120 km nordost om huvudstaden Riga. Mazsalaca ligger 58 meter över havet och antalet invånare är 2 412.
Terrängen runt Mazsalaca är mycket platt. Runt Mazsalaca är det glesbefolkat, med 10 invånare per kvadratkilometer. Närmaste större samhälle är Rūjiena, 16,8 km öster om Mazsalaca. Omgivningarna runt Mazsalaca är en mosaik av jordbruksmark och naturlig växtlighet.